# Kaijansaari (ö i Norra Savolax, Kuopio, lat 62,92, long 27,55)
Kaijansaari är en ö i Finland. Den ligger i sjön Kallavesi (norra delen) och i kommunen Kuopio i den ekonomiska regionen  Kuopio ekonomiska region  och landskapet Norra Savolax, i den centrala delen av landet, 300 km norr om huvudstaden Helsingfors. Öns area är 53,9 hektar och dess största längd är 2 kilometer i nord-sydlig riktning.